# 뉴턴의 사과나무
뉴턴의 사과나무는 매주 화요일 밤 2시 55분에 KBS 1TV로 방송되었던 텔레비전 프로그램이다.

## 기획 의도
과학도시에 사는 대전광역시의 자긍심을 심는 텔레비전 프로그램이다.

## 방송 시간
| 방송 채널 | 방송 기간                           | 방송 시간                              |
| --------- | ----------------------------------- | -------------------------------------- |
| KBS대전   | 2012년 8월 3일 ~ 2013년 4월 5일     | 매주 금요일 밤 10:45 ~ 11:00 (15분)    |
| KBS대전   | 2013년 4월 11일 ~ 2013년 10월 17일  | 매주 목요일 밤 10:50 ~ 11:00 (10분)    |
| KBS대전   | 2013년 10월 26일 ~ 2014년 12월 27일 | 매주 토요일 저녁 7:45 ~ 밤 8:00 (15분) |
| KBS대전   | 2015년 1월 6일 ~ 2016년 3월 22일    | 매주 화요일 저녁 7:30 ~ 7:40 (10분)    |
| KBS 1TV   | 2014년 11월 18일 ~ 2014년 12월 9일  | 매주 화요일 밤 1:45 ~ 2:00 (15분)      |
| KBS 1TV   | 2015년 1월 13일 ~ 2015년 2월 10일   | 매주 화요일 밤 3:25 ~ 3:35 (15분)      |
| KBS 1TV   | 2015년 3월 10일 ~ 2015년 4월 7일    | 매주 화요일 밤 3:25 ~ 3:35 (10분)      |
| KBS 1TV   | 2015년 4월 28일 ~ 2016년 3월 22일   | 매주 화요일 밤 4:00 ~ 4:10 (10분)      |
| KBS 1TV   | 2016년 3월 29일 ~ 2016년 4월 19일   | 매주 화요일 밤 2:50 ~ 3:00 (10분)      |
| KBS 1TV   | 2016년 4월 26일 ~ 2017년 1월 31일   | 매주 화요일 밤 2:55 ~ 3:10 (15분)      |

## 방송 회차

### 2012년
| 회차 | 방송일    | 제목 (원제)                           |
| ---- | --------- | ------------------------------------- |
| 1회  | 8월 3일   | 지금은 우주시대                       |
| 2회  | 8월 17일  | 휴보는 내 친구                        |
| 3회  | 8월 31일  | 못난이 녹조가 지구를 지킨다           |
| 4회  | 9월 7일   | 미래를 밝혀라 디스플레이              |
| 5회  | 9월 14일  | 흑연에서 미래를 보다, 그래핀          |
| 6회  | 9월 28일  | 흑연에서 미래를 보다, 그래핀          |
| 7회  | 10월 5일  | 나노 바이오이미징, 생명을 들여다 보다 |
| 8회  | 10월 19일 | 날아라 IT, 힘내라 ETRI                |
| 9회  | 10월 26일 | 군무기, 첨단기술을 만나다             |
| 10회 | 11월 2일  | 사상의학, 내 체질은                   |
| 11회 | 11월 9일  | 우주의 날씨를 예보하다                |
| 12회 | 11월 16일 | 이선희, 세 번째 꿈을 그리다           |
| 13회 | 11월 23일 | 문화재는 살아있다?                    |
| 14회 | 11월 30일 | 불편해? 불편하면 발명해               |
| 15회 | 12월 7일  | 심해탐사, 첫 걸음을 딛다              |
| 16회 | 12월 14일 | 심해탐사, 첫 걸음을 딛다              |
| 17회 | 12월 21일 | 2012년 뉴턴의 사과나무 총결산         |

### 2013년
| 회차 | 방송일    | 제목 (원제)                                   |
| ---- | --------- | --------------------------------------------- |
| 18회 | 1월 11일  | 자연을 닮는 과학                              |
| 19회 | 2월 1일   | 인간을 닮은 과학                              |
| 20회 | 2월 8일   | 세상을 바꾸는 힘, 슈퍼 컴퓨터                 |
| 21회 | 2월 15일  | 화합물의 하모니, 생명을 지키다                |
| 22회 | 2월 22일  | 고구마, 지구를 부탁해                         |
| 23회 | 3월 8일   | 한약재, 표준화를 입다                         |
| 24회 | 3월 15일  | 나만의 아바타, 3D를 입다                      |
| 25회 | 3월 22일  | 더 멀리, 더 크게! 천문학의 힘, 거대망원경     |
| 26회 | 3월 29일  | 소리가 과학을 만났을 때                       |
| 27회 | 4월 5일   | 보안, 감시 시스템의 새로운 도약               |
| 28회 | 4월 11일  | 에너지 제로! 미래의 건물을 만나다             |
| 29회 | 4월 18일  | 바다로부터 에너지를 얻다, MVR 해수담수화 기술 |
| 30회 | 4월 25일  | 현실의 그린카, 디젤 하이브리드                |
| 31회 | 5월 9일   | 기업을 이끄는 힘, 화학소재솔루션센터          |
| 32회 | 5월 16일  | 근육은 지키고 노화는 늦추고                   |
| 33회 | 5월 23일  | 인간과 기계의 소통                            |
| 34회 | 5월 30일  | 산업계의 의사, 비파괴검사                     |
| 35회 | 6월 6일   | 로봇, 인간의 눈이 되다                        |
| 36회 | 6월 20일  | 오감시대, 촉각 마우스                         |
| 37회 | 8월 1일   | 홍삼, 세계로 간다                             |
| 38회 | 8월 8일   | 우리 주변의 생물 친구들에게서 배워요!         |
| 39회 | 8월 15일  | 미술 속에 숨은 과학                           |
| 40회 | 8월 22일  | 해파리 잡는 로봇                              |
| 41회 | 8월 29일  | 바실러스, 음식쓰레기를 부탁해                 |
| 42회 | 9월 12일  | 무규칙이종결합공작터 용도변경                 |
| 43회 | 9월 26일  | 혈관을 99세까지 88하게                        |
| 44회 | 10월 10일 | 땅 속에 전기 저장고가                         |
| 45회 | 10월 17일 | 사람을 이어주는 벽, 트랜스 월                 |
| 46회 | 10월 26일 | 하루만에 뚝딱! 조립형 주택                    |
| 47회 | 11월 2일  | 하늘을 지켜라! 1부, 차세대 전투기             |
| 48회 | 11월 9일  | 하늘을 지켜라! 2부, 대한민국의 현재는?        |
| 49회 | 11월 23일 | 내일을 향해 달려라!                           |
| 50회 | 12월 7일  | 뭉치면 새롭게 태어나는 감각들                 |
| 51회 | 12월 14일 | 우리 자원은 어디에                            |
| 52회 | 12월 21일 | 주차의 요정                                   |
| 53회 | 12월 28일 | 바람이 만들어준 빛                            |

### 2014년
| 회차 | 방송일    | 제목 (원제)                                      |
| ---- | --------- | ------------------------------------------------ |
| 54회 | 1월 18일  | 지니톡, 중국어도 부탁해                          |
| 55회 | 1월 25일  | 우황청심원으로 스트레스까지?                     |
| 56회 | 2월 8일   | 그들이 남긴 흔적들                               |
| 57회 | 2월 15일  | 돈 크라이 돈                                     |
| 58회 | 2월 22일  | 개인정보를 지켜라                                |
| 59회 | 3월 1일   | 배야? 비행기야?                                  |
| 60회 | 3월 8일   | 달로 데려가 주세요                               |
| 61회 | 3월 15일  | 과학하는 삶                                      |
| 62회 | 3월 22일  | 실험동물에 대한 따뜻한 보고서                    |
| 63회 | 3월 29일  | 미세먼지를 잡아라                                |
| 64회 | 4월 5일   | 대한민국엔 인삼이 산다                           |
| 65회 | 4월 12일  | 돌려라 만능 팔                                   |
| 66회 | 5월 3일   | 인공위성 없이 GPS를?!                            |
| 67회 | 5월 10일  | 암 정복을 꿈꾸다! 방사성의약품                   |
| 68회 | 5월 17일  | 바퀴 없는 기차, 하늘을 달린다                    |
| 69회 | 6월 7일   | 아이디어, 사랑 그리고 공구                       |
| 70회 | 6월 14일  | 우리가 만드는 인공태양                           |
| 71회 | 6월 21일  | 하늘의 눈, 무인항공기                            |
| 72회 | 7월 5일   | 항상 힘이 되는 보이지 않는 힘                    |
| 73회 | 8월 2일   | 바다는 안전하다                                  |
| 74회 | 8월 9일   | 블루캠퍼스 1부, 맘껏 온도를 내려요               |
| 75회 | 8월 16일  | 블루캠퍼스 2부, 해양심층수는 건강하다            |
| 76회 | 8월 23일  | 아프지 않은 주사, 마이크로니들                   |
| 77회 | 8월 30일  | 아티언스                                         |
| 78회 | 9월 6일   | 이웃을 배려하는 기술                             |
| 79회 | 9월 20일  | 교통특집 1부, 도로는 달리고 싶다                 |
| 80회 | 9월 27일  | 교통특집 2부, 험난한 길이 경쾌해지는 날을 꿈꾸며 |
| 81회 | 10월 11일 | 오르겔바우, 파이프오르간을 세우다                |
| 82회 | 10월 25일 | 실리콘밸리를 꿈꾸며                              |
| 83회 | 11월 1일  | 췌장암, 더 살 수 있다                            |
| 84회 | 11월 8일  | 헬스IT, 건강한 만남                              |
| 85회 | 11월 15일 | 무인기는 날고 싶다                               |
| 86회 | 11월 22일 | 웨어러블, 입는 컴퓨터가 온다                     |
| 87회 | 11월 29일 | 장난감의 반란                                    |
| 88회 | 12월 6일  | 압력 견뎌줘서 고마워요                           |
| 89회 | 12월 13일 | 전통의학이 가라사대                              |
| 90회 | 12월 27일 | 뇌, 기억 한 조각의 축제                          |

### 2015년
| 회차  | 방송일    | 제목 (원제)                        |
| ----- | --------- | ---------------------------------- |
| 91회  | 1월 13일  | 바다달팽이의 항해                  |
| 92회  | 1월 20일  | 빠르고 느린... 시간                |
| 93회  | 1월 27일  | 문화재는 살아있다                  |
| 94회  | 2월 3일   | 문화재는 살아있다                  |
| 95회  | 2월 10일  | 소박한 기술의 온도                 |
| 96회  | 2월 17일  | 작은 새 길들이기                   |
| 97회  | 2월 24일  | 굿바이 스트레스                    |
| 98회  | 3월 10일  | 아바타와 함께 하는 여행            |
| 99회  | 3월 17일  | 위층, 아래층 그리고 우리집         |
| 100회 | 3월 24일  | IT와 패션의 만남                   |
| 101회 | 3월 31일  | 똑똑한 일꾼, 스마트 팜             |
| 102회 | 4월 7일   | 강하지만 따뜻한 철                 |
| 103회 | 4월 14일  | 어떻게 살 것인가?                  |
| 104회 | 4월 21일  | 마법의 실리콘                      |
| 105회 | 4월 28일  | 공기, 참을 수 없는 존재의 무거움   |
| 106회 | 5월 5일   | 소리도서관                         |
| 107회 | 5월 12일  | 나비의 꿈                          |
| 108회 | 5월 19일  | 바다로간 지하수                    |
| 109회 | 5월 26일  | 바다로간 지하수                    |
| 110회 | 6월 2일   | 바다로간 지하수                    |
| 111회 | 6월 9일   | 야구, 팬이야                       |
| 112회 | 6월 16일  | 보물찾기                           |
| 112회 | 6월 23일  | 인터넷은 빛을 타고                 |
| 113회 | 6월 30일  | 무릎 펴고 일어서                   |
| 114회 | 7월 7일   | 반려동물에게도, 사랑이 필요한 거죠 |
| 115회 | 8월 4일   | 심마니 최고야                      |
| 116회 | 8월 11일  | 나, 약하지 않아요                  |
| 117회 | 8월 18일  | 달콤한 발효과학, 유청              |
| 118회 | 8월 25일  | 공룡의 땅, 고비를 가다             |
| 119회 | 9월 1일   | 공룡의 땅, 고비를 가다             |
| 120회 | 9월 8일   | 고통은 벗고 스마트를 신다          |
| 121회 | 9월 22일  | 예술이 묻고 과학이 답하다          |
| 122회 | 10월 6일  | 교실 안, 과학이 살아있다           |
| 123회 | 10월 13일 | 젊음, 몸에 바르자                  |
| 124회 | 10월 20일 | 전기를 지켜라, 볼트맨              |
| 125회 | 11월 3일  | 적게 먹으면 오래 사는 비밀         |
| 126회 | 11월 10일 | 하나의 몸, 두 개의 머리            |
| 127회 | 11월 17일 | 내 느낌은 정확해                   |
| 128회 | 11월 24일 | 뉴턴과 세상을 바꾼 위대한 실험들   |
| 129회 | 12월 1일  | 뉴턴과 세상을 바꾼 위대한 실험들   |
| 130회 | 12월 8일  | 사랑이라는 이유로 - 재활로봇       |
| 131회 | 12월 22일 | 밥상 위의 과학, 시간의 밥상        |
| 132회 | 12월 29일 | 밥상 위의 과학,밥이보약            |

### 2016년
| 회차  | 방송일   | 제목 (원제)                             |
| ----- | -------- | --------------------------------------- |
| 132회 | 1월 12일 | 별볼일있는세상                          |
| 133회 | 1월 19일 | 슈퍼컴퓨터와 티타임                     |
| 134회 | 1월 26일 | 보이지 않는 바다, 지하수                |
| 135회 | 2월 2일  | 찌릿찌릿~ 전기가 통하는고무             |
| 136회 | 2월 9일  | 농부의 오아시스                         |
| 137회 | 2월 16일 | 알츠하이머 생쥐의 무인도 상륙작전       |
| 138회 | 2월 23일 | 손잡지 않고 살아남은 생명은 없다        |
| 139회 | 3월 8일  | 어느 날 갑자기                          |
| 140회 | 3월 15일 | 그 많던 귤껍질과 해파리는 모두 어디에?  |
| 141회 | 3월 22일 | 사과꽃 향기의 비밀 - 고감도 초소형 센서 |
| 142회 | 3월 29일 | 새로움과 오래됨 - 고추장과 청국장 사이  |

### 2016,2017년
| 주제               | 방송일    | 제목                                  | 회차 |
| ------------------ | --------- | ------------------------------------- | ---- |
| 야구에 숨은 과학   | 4월 19일  | 홈런의 비밀                           | 143  |
| 야구에 숨은 과학   | 4월 26일  | 투수,타자를현혹하는 전략              | 144  |
| 야구에 숨은 과학   | 5월 3일   | 공격과수비                            | 145  |
| 과학수사 X 파일 ?  | 5월 10일  | 지문은 말한다                         | 146  |
| 과학수사 X 파일 ?  | 5월 24일  | 찍히면 다잡는다                       | 147  |
| 과학수사 X 파일 ?  | 5월 31일  | 지우지못한흔적                        | 148  |
| 우리 몸의 과학     | 6월 7일   | 지금은비만시대                        | 149  |
| 우리 몸의 과학     | 6월 14일  | 참을 수 없는 식욕                     | 150  |
| 우리 몸의 과학     | 6월 21일  | 더이상은 실패는 없다!DIET PLAN B      | 151  |
| 해변의 과학        | 6월 28일  | 바다에서 만나요                       | 152  |
| 해변의 과학        | 7월 5일   | 여름바다의 두얼굴                     | 153  |
| 해변의 과학        | 7월 19일  | 서해갯벌에서 생긴일                   | 154  |
| 납량특집           | 7월 26일  | 귀신이 너무해(공포영화 속 과학)       | 155  |
| 납량특집           | 8월 2일   | 간담이 서늘해                         | 156  |
| 납량특집           | 8월 16일  | 내몸이 오싹해                         | 157  |
| 사진의 과학        | 8월 23일  | 사진없이 못 살아                      | 158  |
| 사진의 과학        | 8월 30일  | 사진의 비밀병기                       | 159  |
| 사진의 과학        | 9월 6일   | 절대실패하지 않은 사진기법            | 160  |
| 스포츠의 과학      | 9월 20일  | 널 만난건 행운이야                    | 161  |
| 스포츠의 과학      | 10월 4일  | 더빨리 너높이더멀리!승리의 비밀병기   | 162  |
| 스포츠의 과학      | 10월 11일 | 과학을넘어 생활속으로                 | 163  |
| 눈의 과학          | 10월 18일 | 누구도 피해갈 수 없다 노안            | 164  |
| 눈의 과학          | 10월 25일 | 두개의 눈으로 보는세상                | 165  |
| 눈의 과학          | 11월 1일  | 건강한눈으로 사는법                   | 166  |
| 소리의 과학        | 11월 8일  | 내 맘을 들었다 놨다, 소리의 비밀      | 167  |
| 소리의 과학        | 11월 15일 | 마법의소리 백색음                     | 168  |
| 소리의 과학        | 11월 22일 | 소리가 세상을 바꾼다,소리공학         | 169  |
| 고대 그리스의 과학 | 11월 29일 | 고대 그리스시대 발견? 발명! 발명품 편 | 170  |
| 고대 그리스의 과학 | 12월 6일  | 고대 그리스시대 발견? 발명! 발명가 편 | 171  |
| 웃음의과학         | 12월 13일 | 네가 웃으면 나도 좋아                 | 172  |
| 웃음의과학         | 1월 3일   | 당신을 움직이는 힘 웃음               | 173  |
| 웃음의과학         | 1월 10일  | 오늘도,내일도웃자! 웃음의 효과        | 174  |
| 별의과학           | 1월 17일  | 별이 빛나는 밤에                      | 175  |
| 별의과학           | 1월 24일  | 별들에게 물어봐                       | 176  |
| 별의과학           | 1월 31일  | 별헤는밤                              | 177  |